# Жестокие игры 2
«Жестокие игры 2» (англ. Cruel Intentions 2; дословный перевод — «Жестокие намерения 2») — американский фильм 2000 года, приквел фильма «Жестокие игры». Фильм предваряет события первой части и рассказывает об интригах сводных брата и сестры Себастьяна Валмонта и Кэтрин Мертей. Первоначально данный проект задумывался как телесериал для показа по телевидению, но после демонстрации нескольких эпизодов был убран из сетки вещания и перемонтирован в полнометражный фильм. Об этом также свидетельствует официальный трейлер, который содержит большое количество кадров из телесериала, но в итоге так и не попавших в полнометражную версию.  

## Сюжет
Проблемный студент Себастьян Вальмонт (Робин Данн) переезжает в Манчестер после нового брака его отца с богатой разведённой. Его нынешний директор настаивает на том, чтобы личное дело Себастьяна было передано его новой школе, тем самым ограничивая его шанс начать все заново, но Себастьян уже принял ответные меры, устроив жестокий розыгрыш с женой директора.
После прибытия в Нью-Йорк Себастьян обнаруживает богатство своей новой семьи и впервые встречает свою лживую и решительную сводную сестру Кэтрин Мертей (Эми Адамс). Себастьян быстро доказывает, что может обойти ее как в игре на фортепиано, так и в словарном запасе. Это приводит к конфронтации между Кэтрин и Себастьяном, в которой она заявляет, что ведет комфортный образ жизни и что ему «лучше не вмешиваться».
Себастьян идет в школу. Ожидая встречи со своим новым директором, он встречает Даниэль Шерман (Сара Томпсон), которая, позже оказывается дочерью директора Шермана. К счастью, Себастьян подменил своё личное дело, прежде чем его отправили в кабинет директора, и теперь он может начать все с чистого листа. Затем следует школьное собрание, на котором Кэтрин произносит речь перед одноклассниками, но ее постоянно прерывает неконтролируемая икота, исходящая от ученицы, которая затем начинает давиться жевательной резинкой, пытаясь остановить икоту. Она спасена быстрым действием Даниэль, которая выполняет прием Геймлиха, позволяя ученику выплюнуть жевательную резинку, которая в конечном итоге летит в волосы Кэтрин. Происходит собрание тайного общества студенческой элиты под председательством Кэтрин, на котором решается судьба новых студентов. Это приводит их к Чери (Кери Линн Пратт), студентке с икотой, а также к открытию, что семья Чери богаче, чем семья Кэтрин; это, наряду с событиями собрания, заставляет Кэтрин искать вендетту против Чери. Себастейн и Даниэль становятся верными друзьями, и Себастьян влюблен в нее. Они даже обмениваются историями о своей жизни. Мать Себастьяна была наркоманом, и его родители расстались, когда он был ребенком. Его отец был чартерным судном в Майами, познакомился с матерью Кэтрин и женился на ней. Себастьян живет день за днем со всем этим богатством. Себастьян и Кэтрин только начали ссориться со сводными братьями и сестрами. Себастьян уже застал своего отца изменяющим на своей яхте за спиной матери Кэтрин.
Себастьян, имеющий более скромного воспитания, хочет подружиться с домашними работниками. Это злит Кэтрин, чей день прерывается из-за невозможности связаться со своим водителем. Это, в сочетании с ревностью Кэтрин к Себастьяну, заставляет ее признать, что она недовольна своей жизнью. Себастьян пытается ухаживать за Даниэль: во-первых, просит ее кофе на работе; затем позже, разговаривая с ней по телефону. В конце концов, это перерастает в отношения, но Кэтрин, видя это, использует это как способ отомстить Себастьяну. Она пытается увести его от Даниэль, соблазняя его однояйцевыми близнецами, которые признаются Себастьяну, что Даниэль — единственная девственница в Манчестере.
Попытка Кэтрин саботировать неприятные последствия Чери, поскольку мать Кэтрин говорит ей стать лучшими друзьями с Чери, пытаясь убедить мать Чери пожертвовать большую сумму денег школе. В конце концов, Себастьян остается с Даниэль; он признается в своей любви к ней, но обнаруживает, что она не отвечает ему взаимностью. Оказывается, Даниэль на самом деле работает вместе с Кэтрин над секретным планом по обману Себастьяна. Побежденный манипуляциями Кэтрин, Себастьян заявляет: «Если вы не можете победить их, присоединяйтесь к ним», что приводит к тройничку с Даниэль и Кэтрин, за которым следует союз троих, чтобы доминировать и манипулировать другими. Даниэль дала Себастьяну дневник, чтобы все записывать. В последней сцене Чери едет на велосипеде, который сбивает машина Себастьяна. Себастьян предлагает подвезти ее и занимается с ней грубым сексом в машине. Кэтрин и Даниэль находятся в передней части машины, они слышат стоны Чери от удовольствия и просит Себастьяна быть грубее и делать это сильнее. Они улыбаются, будучи довольные результатом.

## В ролях
- Робин Данн — Себатьян Вальмонт, 16-летний молодой человек, обладающий большим обаянием и использующий его для соблазнения девушек.
- Сара Томпсон[англ.] — Даниэль Шерман, дочь директора колледжа, в которую влюбился Себастьян.
- Кери Линн Прэтт — Чери Клэймон, очередная жертва тайного общества студентов.
- Эми Адамс — Кэтрин Мертей, сводная сестра Себастьяна, «королева» интриг и глава тайного общества студентов.
- Барри Флэтмен — господин Шерман, директор колледжа, отец Даниэль.
- Тани Макклюр — Банни.
- Кристин Бут — Лорен (в титрах не указана)

## Музыка
- Thin Lizard Dawn — Weed
- Thin Lizard Dawn — «Under the Wing»
- Jessica Sheeley — «In Good Time»
- The Julie Band — «Bad Day»
- Cupcake — «Blood Thirsty»
- Treble Charger — «Left Feeling Odd»
- Gearwhore — «Passion»
- Jessica Sheely — «No Regrets»
- Bernie Barlow — «I Wanna Know Where Nowhere Is»
- Thin Lizard Dawn — «Turn Yourself In»
- Michael Greenspan — «I Want You»
- Lorna Vallings — «Taste»
- Shelly O’Neil — «Best Friend»
- Shelly Peiken — «Good to Me»
- Shelly O’Neil — «Make It Happen»
- The Julie Band — «Julie Goes Home Now»
- Jessica Sheely — «Feel Something»
- The Smithereens — «All Revved Up»
- The Smithereens — «The Last Good Time»